# 디스코 볼

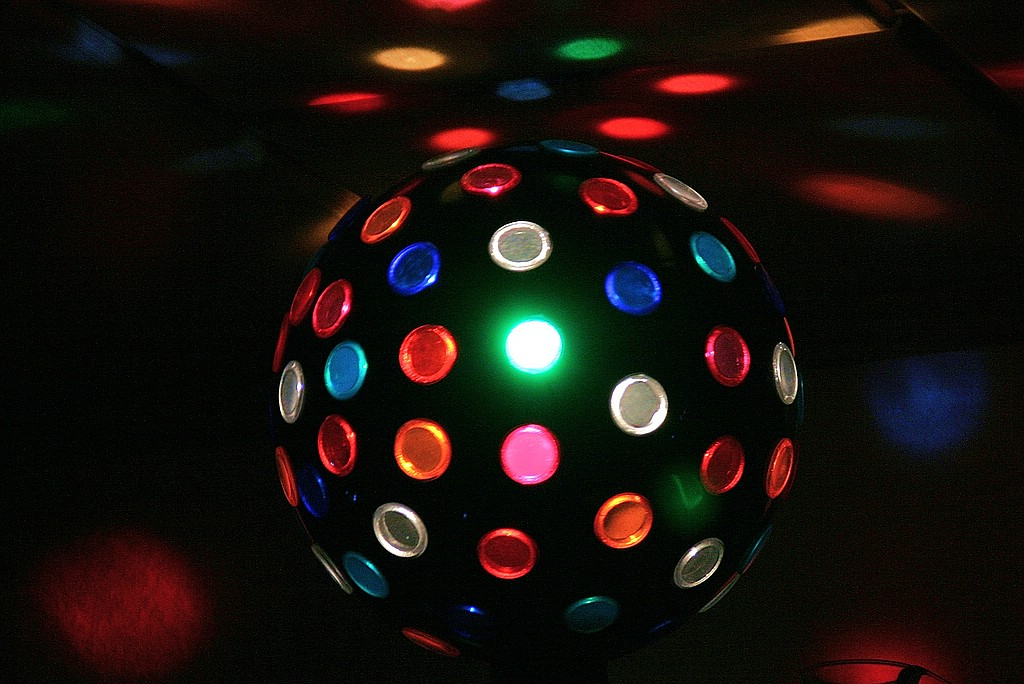
무지개 빛 디스코 볼.

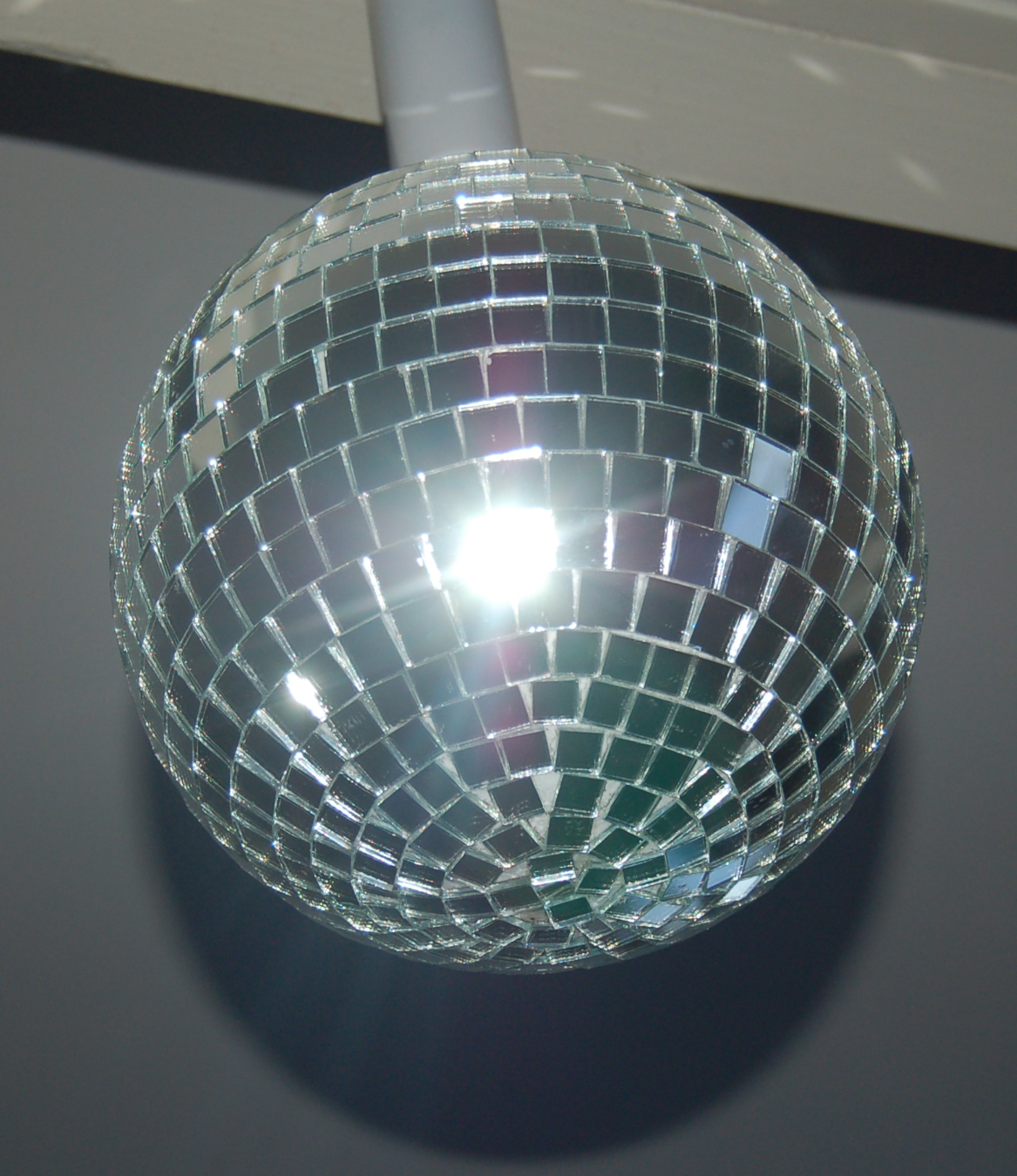
디스코 미러 볼.

디스코 볼(영어: disco ball) 또는 미러 볼(영어: mirror ball, glitter ball)은 원 모양의 물체로서 구의 모든 면에서 복잡 다양하게 빛의 효과를 내는 조명 기구이다.

## 용도
디스코 볼은 흔히 나이트클럽, 디스코텍, 노래방 등의 공간에서 천장에 매달려 현란하게 분위기를 조성하는 역할을 한다.

## 종류
대다수의 디스코 볼은 전면이 거울로 덮여 있음으로써 어느 방향에서나 빛을 반사시켜 입체적이고 현란한 조명 효과를 내는데, 이러한 디스코 볼을 정확히 "디스코 미러 볼(Disco Mirror Ball)"이라고 한다. 디스코 볼의 대다수가 이와 같은 형태이기 때문에 일반적으로 간단히 "미러 볼(Mirror Ball)"이라 부른다.
디스코 볼 중에는 미러 볼 외에 다른 몇 가지도 존재하는데, 그중에서 구의 면을 거울이 둘러쌓는 대신 부분적으로 구의 면에 구멍을 낸 뒤 그 안에 다양한 색깔의 램프를 설치함으로써 무지개처럼 알록달록한 빛이 동시다발적으로 나오게 만든 디스코 볼도 있다.
디스코 볼의 대부분을 스스로 자전하도록 설계함으로써 현란한 조명 효과를 좀 더 역동적으로 극대화시키기도 한다.

## 역사
디스코 미러 볼은 1890년대 볼룸 댄스장에도 존재하긴 했지만 1920년대 나이트클럽에서 본격적으로 등장하기 시작했고, 특히 1970년대 말, 디스코 열풍으로 전 세계에 디스코텍이 보편화됨으로써 "디스코 볼"이란 이름을 갖는 계기가 되었다. 한편, 반짝반짝 빛을 내는 공이라 하여 "글리터 볼(Glitter Ball)"로 불리기도 하며, "스페큘러 스피어(Specular Sphere)"란 이름도 가지고 있다.

## 미러 볼의 응용

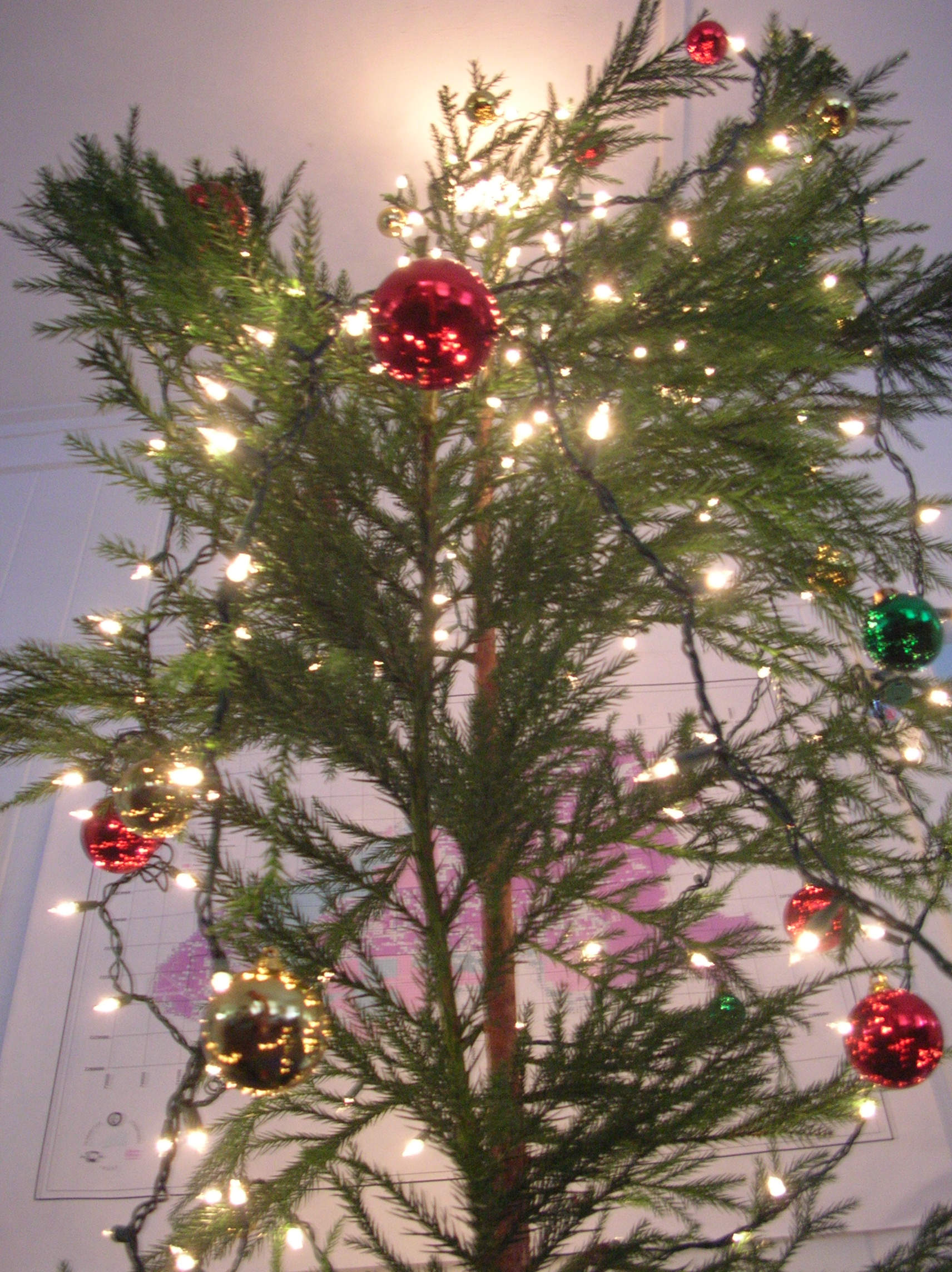
크리스마스 트리의 장신구로 사용된 디스코 미러 볼 미니어처들.

미러 볼을 많이 축소시킨 형태의 미니어처 미러 볼은 크리스마스 트리의 장신구로 사용된다. 이 미니어처에 영감을 받아 미국에선 "스파클볼(Sparkleball)"이란 크리스마스 트리 장신구가 덩달아 만들어지기도 했다.

## 기록
세계에서 가장 큰 미러 볼은 영국 잉글랜드 북서부, 랭커셔주, 블랙풀, 사우스 쇼어에 있다. 이것은 2002년에 마이클 트레이너(Michael Trainor) 교수와 그의 학생들에 의해서 제작되었으며, 이후 관광 명소가 되었다.

## 같이 보기
- 나이트클럽
  - 클립 조인트(영어판)
- 디스코텍
- 스파클볼